# プリマス伯爵
プリマス伯爵（プリマスはくしゃく、英: Earl of Plymouth）はイギリスの伯爵位。これまでに3度創設されており、第1期及び第2期がイングランド貴族として、現存する第3期が連合王国貴族としての叙爵である。
本項では、第2期及び第3期の前身となったウィンザー男爵に関しても触れる。

## 歴史

### フィッツチャールズ家への叙爵
チャールズ・フィッツチャールズ (1657-1680) は国王チャールズ2世と寵姫キャサリン・ペッグとの庶子にあたる人物であり、彼が1675年7月28日にイングランド貴族として「プリマス伯爵 (Earl of Plymouth) 」に叙された事例が第1期の創設である。
フィッツチャールズはこの叙爵時に「デヴォン州トットネスのトットネス子爵 (Viscount Totnes, of Totnes in the County of Devon) 」及び「デヴォン州ダートマスのダートマス男爵 (Baron Dartmouth, of Dartmouth in the County of Devon) 」を併せて得ている。しかし、彼が子のないままイングランド領タンジェにて戦病死を遂げると、すべての爵位は廃絶した。

### ウィンザー家への叙爵

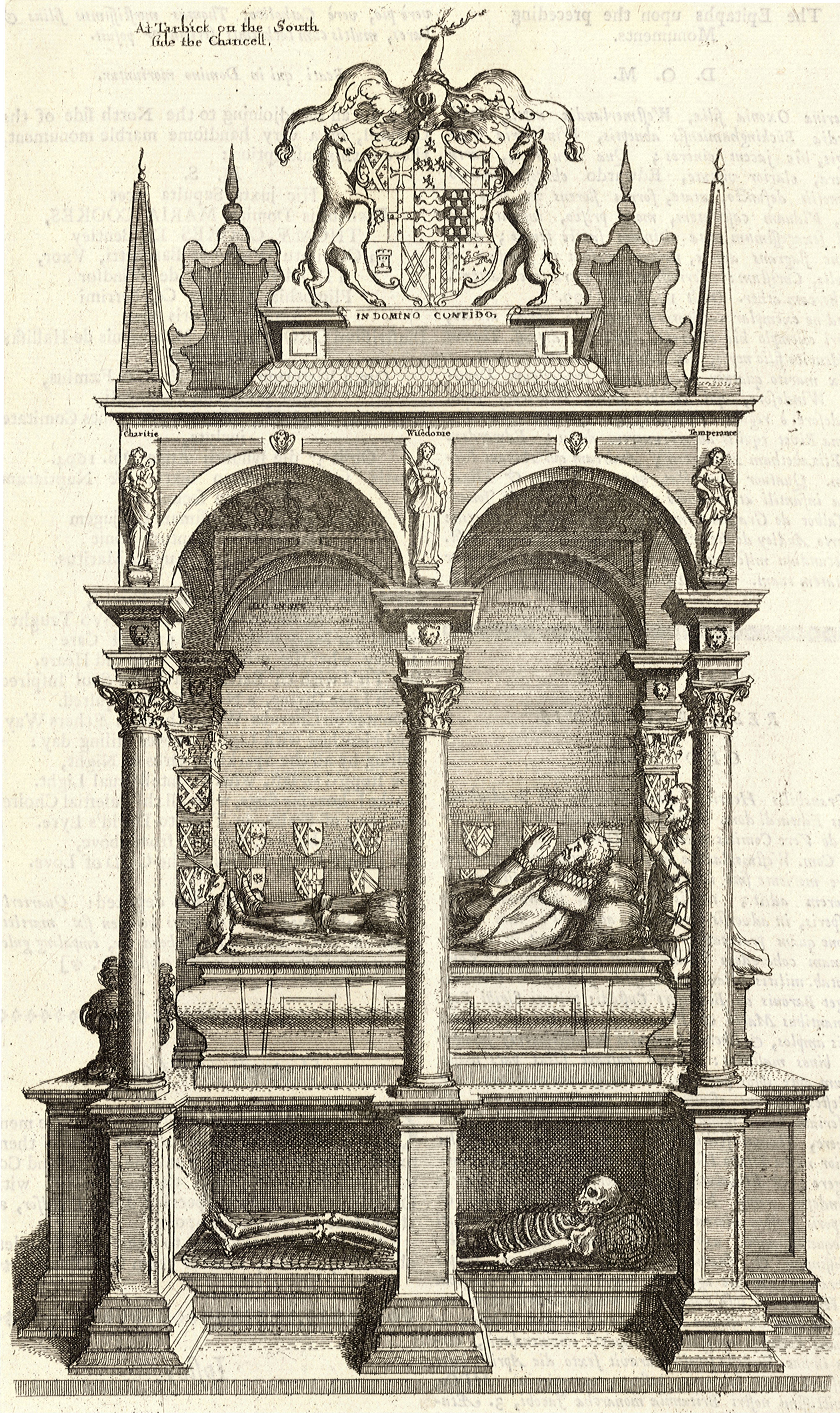
かつて存在した5代男爵のモニュメント

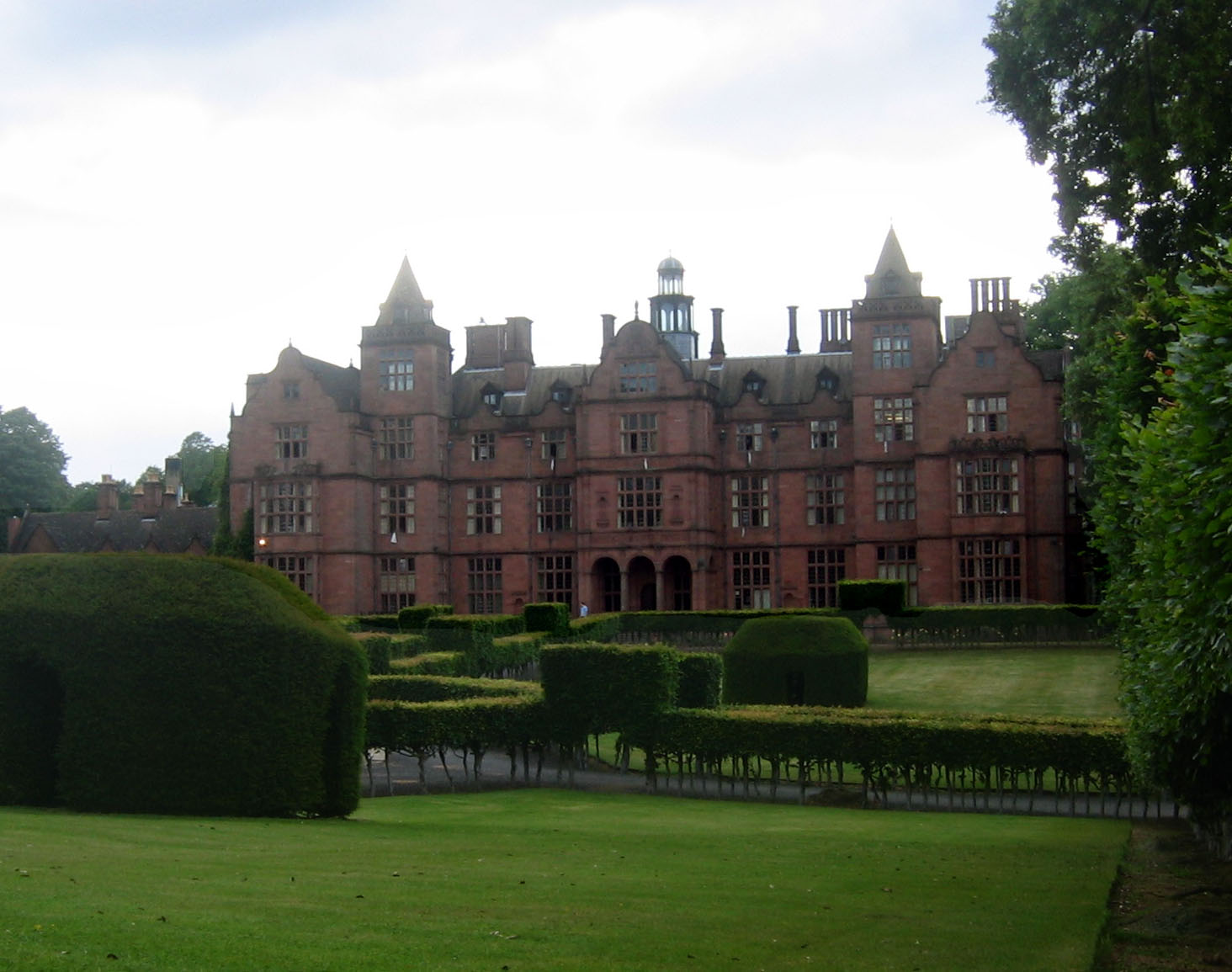
伯爵家の旧邸宅ヒューエル・グレンジ

ウィンザー家はウィリアム・フィッツアザー (William Fitzother、1160年没) を祖として、スタンウェル荘園を擁してきた一族である。
その一員アンドリュー・ウィンザー(1467–1543)はカンブレー同盟戦争下のスパーズの戦いを主導した騎士である。
彼がウィンザー家の人間で最初に称号を得た人物で、彼は1529年にイングランド貴族の「バッキンガム州スタンウェルのウィンザー男爵 (Baron Windsor, of Stanwell in the County of Buckingham) 」として議会招集を受けている。
その息子の2代男爵ウィリアム (1498–1558) はヘンリー8世朝のベッドフォードシャー及びバッキンガムシャー代官を務めたのち、晩年は女王メアリー1世を支持した。
その子の3代男爵エドワード (1532–1574) もメアリー1世戴冠式に際して騎士に叙されたのち、第六次イタリア戦争下のセント・クエンティンの戦いに参戦している。爵位はその子のフレデリックが継承した。
4代男爵フレデリック (1559–1585) は生涯未婚のまま死去したため、爵位は弟ヘンリーに継承された。
5代男爵ヘンリー (1562–1605) も父祖同様に国政に参与して、エリザベス1世朝の廷臣であるエセックス伯やサウサンプトン伯の処刑の是非を審議した。
その子である6代男爵トマス (1591–1642) が男子のないまま死去すると、爵位は彼の妹の間で停止となった。その後、1660年6月16日に甥トマス・ヒックマンに帰属する形でこの停止は解消された。
トマスはその姓を母方のウィンザーに改めている。
7代男爵トマス (1627–1687)は王党派として活動して、ジャマイカ総督やウスターシャー統監を務めた。彼は1682年12月6日に「プリマス伯爵」に叙されたが、これが第2期の創設にあたる。
彼以降は6代伯まで直系男子による継承が続いた。なお、初代伯の次男トマスも「ウィンザー子爵」に叙されて分家が誕生したが、この爵位はわずか2代で途絶えている。
6代伯アザー (1789–1833) が子のないまま没すると、男爵位はアザーの2人の妹（マリア及びハリエット）の間で優劣がつかず、爵位停止となった。他方、男子に継承を求める伯爵位は叔父アンドリュー（7代伯）が相続している。
しかし、7代伯の弟である8代伯ヘンリー (1768–1843) にも子がおらず、伯爵位は廃絶となった。一方で、停止していた男爵位は末妹ハリエット・クライブに帰属する形で1855年10月25日に解除された。彼女は姓をウィンザー＝クライブに改めるとともに、その子ロバート（14代男爵）が第3期の叙爵を受けることとなる。

### 伯爵位の再興

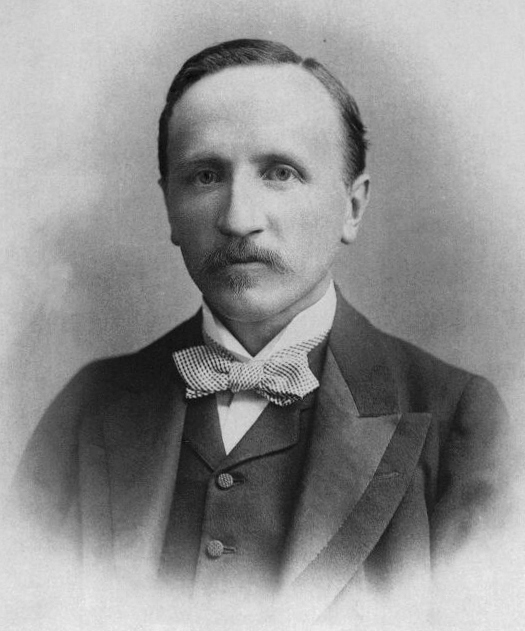
初代プリマス伯爵（第3期）ロバート・ウィンザー

14代ウィンザー男爵ロバート (1857–1923) は保守党の政治家として活動し、陸軍支払長官や建設長官を歴任した。
彼は1905年12月18日に連合王国貴族爵位の「プリマス伯爵」及び「グラモーガン州セント・ファガンズのウィンザー子爵 (Viscount Windsor, of St Fagans in the County of Glamorgan)」に叙されて、伯爵位の再興を果たした。
彼は長男アザー(1884–1908)に先立たれていたため、次男アイヴァーが伯爵位を継承した。
2代伯アイヴァー (1889–1943)も保守党の政治家で、儀仗衛士隊隊長や外務政務次官を務めた。
その孫にあたる4代伯アイヴァー(1951-)がプリマス伯爵家現当主である。
伯爵家の邸宅は、シュロップシャー州ラドロー近郊のブロムフィールドに位置するオークリー・パーク(Oakley Park)。かつての邸宅には、ウスターシャー州にあるヒューエル・グレンジがあった。

## 現当主の保有爵位
現当主である第4代プリマス伯爵アイヴァー・ウィンザー＝クライブは以下の爵位を有する。
- 第4代プリマス伯爵 (4th Earl of Plymouth)
(1905年12月18日の勅許状による連合王国貴族爵位)
- 第4代グラモーガン州セント・ファガンズのウィンザー子爵 (4th Viscount Windsor, of St Fagan's in the County of Glamorgan)
(1905年12月18日の勅許状による連合王国貴族爵位)
- 第17代バッキンガム州スタンウェルのウィンザー男爵(17th Baron Windsor, of Stanwell in the County of Buckingham)
(1529年12月1日の議会召集令状によるイングランド貴族爵位)

## フィッツチャールズ家

初代プリマス伯爵（第1期）の紋章。

### プリマス伯爵（第1期：1675年）
- 初代プリマス伯爵チャールズ・フィッツチャールズ（1657–1680）（1680年にプリマス伯爵位廃絶）

## ウィンザー家

### ウィンザー男爵（1529年）
- 初代ウィンザー男爵アンドリュー・ウィンザー（英語版） (1467–1543)
- 第2代ウィンザー男爵ウィリアム・ウィンザー (1498–1558)
- 第3代ウィンザー男爵エドワード・ウィンザー（英語版） (1532–1574)
- 第4代ウィンザー男爵フレデリック・ウィンザー (1559–1585)
- 第5代ウィンザー男爵ヘンリー・ウィンザー (1562–1605)
- 第6代ウィンザー男爵トマス・ウィンザー (1591–1642) (1642年に爵位停止)
- 第7代ウィンザー男爵トマス・ヒックマン＝ウィンザー（英語版） (1627–1687)（1660年に爵位停止解除、1682年にプリマス伯爵位創設）

### プリマス伯爵（第2期：1682年）
- 初代プリマス伯爵トマス・ヒックマン＝ウィンザー（英語版） (1627–1687)
- 第2代プリマス伯爵アザー・ウィンザー (1679–1725)
- 第3代プリマス伯爵アザー・ウィンザー (1707–1732)
- 第4代プリマス伯爵アザー・ルイス・ウィンザー (1731–1771)
- 第5代プリマス伯爵アザー・ヒックマン・ウィンザー (1751–1799)
- 第6代プリマス伯爵アザー・アーチャー・ウィンザー（英語版） (1789–1833) (1833年にウィンザー男爵位停止)
- 第7代プリマス伯爵アンドリュー・ウィンザー (1754–1837)
- 第8代プリマス伯爵ヘンリー・ウィンザー (1768–1843)（1843年にプリマス伯爵位廃絶）

### ウィンザー男爵（1529年）
- 第13代ウィンザー男爵ハリエット・ウィンザー＝クライブ（英語版） (1797–1869) (1855年に男爵位停止解除)
- 第14代ウィンザー男爵ロバート・ウィンザー＝クライブ（英語版） (1857–1923)（1905年にプリマス伯爵位創設）

### プリマス伯爵（第3期：1905年）
- 初代プリマス伯爵ロバート・ウィンザー＝クライブ（英語版） (1857–1923)
  - ウィンザー子爵アザー・ロバート・ウィンザー＝クライブ (1884–1908)
- 第2代プリマス伯爵アイヴァー・ウィンザー＝クライブ（英語版） (1889–1943)
- 第3代プリマス伯爵アザー・ロバート・アイヴァー・ウィンザー＝クライブ (1923–2018)
- 第4代プリマス伯爵アイヴァー・エドワード・アザー・ウィンザー＝クライブ (1951 - )

爵位の法定推定相続人は、現当主の息子であるウィンザー子爵(儀礼称号)ロバート・アザー・アイヴァー・ウィンザー＝クライブ (1981 -)
法定推定相続人の法定推定相続人は、その息子であるエドワード・アザー・アイヴァー・ルウェリン・ウィンザー＝クライブ閣下 (2019 -)